# Hôtel Isaac-Bourdin
L'hôtel Isaac-Bourdin est un hôtel situé à Manosque, en France.

## Localisation
L'hôtel est situé sur la commune de Manosque, dans le département français des Alpes-de-Haute-Provence.

## Historique
L'édifice est inscrit au titre des monuments historiques en 1995.